# Герб Любашівського району
Герб Любашівського району — офіційний символ колишнього Любашівського району, затверджений 5 вересня 2011 р. рішенням сесії районної ради.

## Опис
На зеленому полі лазуровий стовп, все з золотою нитяною облямівкою. На стовпі золотий колос, над яким квітка соняшника. Щит увінчаний золотою територіальною короною і облямований рослинним декором з кетягами калини. Під щитом на срібному рушнику червоний напис "Любашівський район".